# Hana Fančovičová
Hana Fančovičová (* 2. Mai 2004) ist eine slowakische Eishockeyspielerin. Sie ist seit Sommer 2022 für die U22-Mannschaft der Ontario Hockey Academy Tardiff in Kanada aktiv und ist zudem Teil der slowakischen Nationalmannschaft.

## Karriere

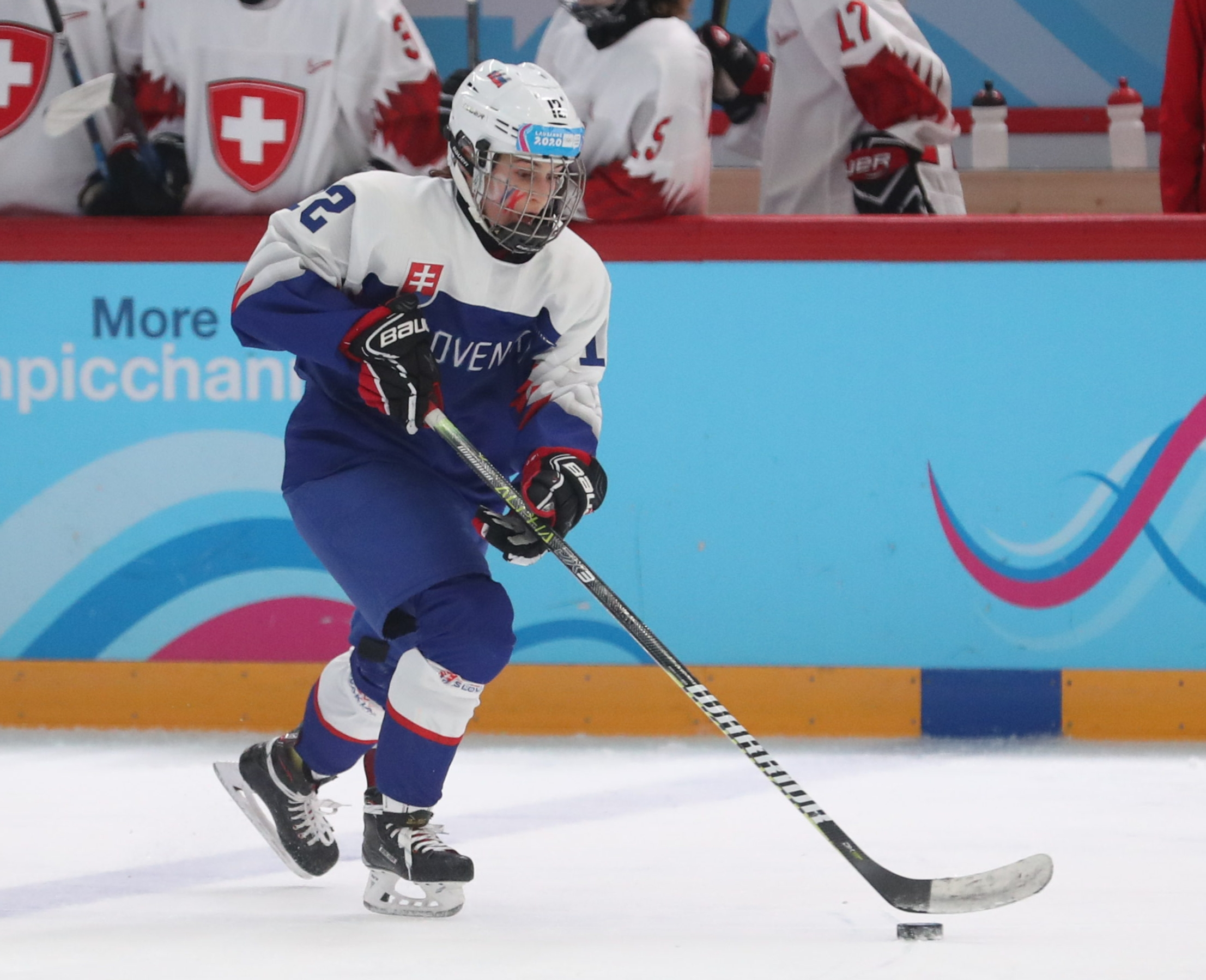
Fančovičová bei den Olympischen Jugend-Winterspielen 2020

In ihrer Jugend war Hana Fančovičová für die Jugendmannschaften des Vereins HK Bratislava, welcher sich auch selbst HKL Bratislava nennt. In der Saison 2019/20 war sie Teil der männlichen U16-Juniorenmannschaft des Vereins und spielte mit dieser in der höchsten Spielklasse in dieser Altersstufe. Zur Saison 2021/22 schloss sie sich dem ŠKP Bratislava aus der European Women’s Hockey League an. Mit ihrem neuen Verein konnte sie sich für die Playoffs qualifizieren. Dort unterlag man im Halbfinale dem EHV Sabres Wien und traf im kleinen Finale auf den MAC Budapest. Gegen die ungarische Mannschaft setzte sie sich mit ihrer Mannschaft mit 1:0 durch und beendeten die Saison auf dem dritten Platz. Zur neuen Saison ging sie nach Nordamerika, wo sie für die U22-Mannschaft der Ontario Hockey Academy Tardiff aktiv ist.

### International
Hana Fančovičová wurde vom Slovenský olympijský a športový výbor für die Olympischen Jugend-Winterspiele 2020 in Lausanne nominiert. Mit der slowakischen Mannschaft konnte sie dabei hinter Japan und Schweden die Bronzemedaille gewinnen. Nachdem sie dann auch für die U18-Mannschaft der Slowakei gespielt hatte, wurde sie von Nationaltrainer Tomáš Segíň für die Weltmeisterschaft 2022, wo die slowakischen Nationalmannschaft in der Division IA antrat, nominiert. Dort konnte sie mit ihrer Mannschaft als Dritter den Klassenerhalt sichern.

## Erfolge und Auszeichnungen
- 2020 Bronzemedaille bei den Olympischen Jugend-Winterspielen
- 2024 Aufstieg in die Division IA bei der Weltmeisterschaft der Division IB